# Тросовый барьер

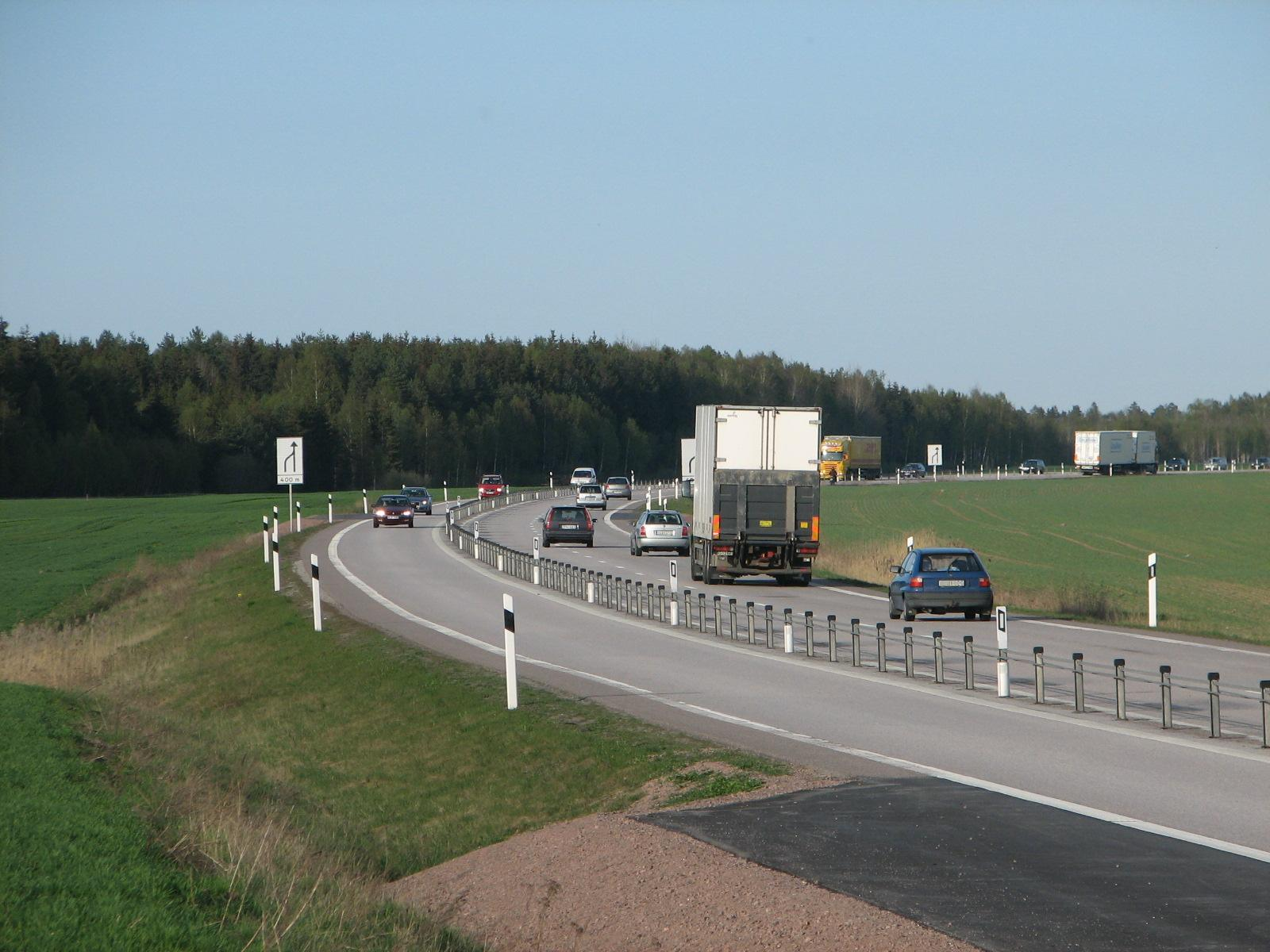
Тросовый разделительный барьер вблизи шведского города Скара

Тро́совый барье́р (тросовое ограждение, англ. wire rope safety barrier, WRSB) — тип барьерного и разделительного ограждения для автомобильных дорог. Состоит из 2—4 стальных тросов, установленных на слабо закреплённых стойках. Данные ограждения являются одновременно недорогими и высокоэффективными, особенно в качестве центрального разделительного ограждения на высокоскоростных трассах для предотвращения лобовых столкновений.
Начали устанавливаться с 1960-х годов, широкую популярность в США приобрели в середине 1990-х годов. Современные варианты тросовых ограждений используют высокие усилия натяжения (2 и более тонны).
Во многих странах Европейского союза тросовые барьеры не устанавливались на шоссе, так как они воспринимались более опасными для мотоциклистов. Однако проведённые сравнения тросовых ограждений и традиционных барьеров из металла с W-образным профилем (аналог ограждений дорожных металлических барьерного типа по ГОСТ 26804-86 типа 11ДО, 11ДД) не показали каких-либо различий в получаемых травмах.

## Использование по странам

### США
Тросовые барьеры широко применяются в США, продолжается их установка во многих штатах.
Изначально в США устанавливались менее эффективные тросовые барьеры с низким усилием натяжения (лишь компенсирующим провисание тросов), и лишь с 1980-х годов стали использоваться тросовые барьеры с предварительно высоконатянутыми тросами. Натяжение тросов производится с помощью специальных натяжителей и установки анкерных (якорных) устройств.

### Европа
В Скандинавии тросовые барьеры установлены на многих дорогах.

### Россия
До 2013 года тросовые барьеры в России практически не использовались из-за недостатков действовавших нормативных актов, имелись лишь короткие экспериментальные сегменты. В 2013 году планировалось установить до 35 км данных ограждений в Московской области.
Проводятся испытания на трассе М7 «Волга».

### СНГ
С 2006 года применяется на белорусских трассах Брест — Минск — граница Российской Федерации и М-6 Минск — Гродно, на 2007 год планировалось установить около 112 км ограждения.

## Преимущества
Статистика Washington Department of Transport за 1999—2004 года свидетельствует, что среди аварий, сопровождавшихся столкновением с центральным разделительным барьером, при использовании тросовых ограждений лишь 16 % привели к травмам или смерти, тогда как для классических бетонных разделителей и деформируемых металлических барьеров (с W-образным профилем) таких случаев было по 41 %.
При столкновении с тросовым барьером происходит излом стоек (или вылет из установочных гильз), однако сами тросы практически всегда остаются целыми. После ДТП требуется лишь заменить часть стоек (без использования специального оборудования) и восстановить натяжение троса; данные операции обходятся дешевле, чем восстановление металлического профилированного ограждения.
Как и другие виды центральных разделительных барьеров, тросовый барьер предотвращает ДТП с лобовым столкновением, которые являются наиболее тяжёлыми по своим последствиям.
Автомобили получают меньшие повреждения при столкновении с тросовым барьером.
Тросовые ограждения практически не задерживают снег, уменьшая образование снежных заносов.
Меньшая металлоёмкость по сравнению с металлическим профилированным ограждением и более простая установка приводят к меньшей стоимости.

## Недостатки
Особенностью тросовых барьеров является снижение их эффективности при использовании коротких тросовых сегментов, например, длиной 250—200 метров. При этом в старых российских стандартах испытаний ограждений проверяется работа сегмента длиной порядка 80—100 метров.
Тросовый барьер имеет меньшую ширину, чем бетонные и традиционные металлические профильные ограждения, и может быть установлен на сравнительно узких участках дороги. Однако при столкновении трос допускает значительный динамический прогиб (до 1,5—2 метров для тяжёлых транспортных средств на высокой скорости; для традиционных металлических барьеров прогиб составляет около 1 метра), поэтому более эффективной является установка тросовых ограждений на разделительной полосе шириной от 1 до 2 метров.
На искривлённых участках дорог тросовые системы эффективнее работают при воздействии на вогнутую сторону.
При применении на крутых поворотах требуется уменьшать расстояние между стойками, а на коротких прямолинейных участках (менее 200—250 метров) требуется больше анкерных (якорных) устройств, что повышает стоимость тросовых систем для таких случаев.
Тросовым барьерам требуется периодическая проверка натяжения троса и его регулировка в зависимости от температуры окружающей среды.
Типичная удерживающая способность для тросовых ограждений составляет около 300 кДж, тогда как металлические профилированные барьеры в некоторых вариантах могут иметь более высокую удерживающую способность.
Существует мнение, что тросовые разделители могут помешать спецтранспорту объехать пробки (особенно на трассах со специальным статусом).